# Funcție algebrică de gradul al patrulea

Graficul unui polinom de gradul al 4-lea, cu 3 puncte critice și 4 rădăcini reale (intersecții cu axa x) (ca urmare nu există rădăcini complexe). Dacă unul sau altul dintre minimele locale se aflau deasupra axei x sau dacă maximul local se afla sub aceasta, sau dacă nu existau un maxim local și un minim sub axa x, ar exista doar 2 rădăcini reale (și două rădăcini complexe). Dacă toate cele 3 extreme locale ar fi deasupra axei x sau dacă nu ar exista un maxim local și un minim deasupra axei x, nu ar exista nicio rădăcină reală (ci 4 rădăcini complexe). Același raționament se aplică invers polinomului cu un coeficient al termenului la puterea a patra negativ.

În algebră, o funcție de gradul al patrulea este o funcție algebrică de forma
{\displaystyle f(x)=ax^{4}+bx^{3}+cx^{2}+dx+e,}
unde a nu este zero, definită de un polinom de gradul patru. Coeficienții  a, b, c, d, e pot fi numere raționale, reale, complexe, sau din orice alt domeniu al matematicii.
O ecuație de gradul al patrulea este o ecuație care egalează un polinom de gradul patru cu zero:
{\displaystyle ax^{4}+bx^{3}+cx^{2}+dx+e=0,}
unde a ≠ 0.
Derivata unei funcții algebrice de gradul al patrulea este o funcție algebrică de gradul al treilea.
Termenul de funcție bipătratică se referă la o funcție de gradul al patrulea la care termenii la puterile impare lipsesc, adică de forma {\displaystyle f(x)=ax^{4}+cx^{2}+e,} care prin schimbarea de variabilă {\displaystyle y=x^{2}} poate fi redusă la funcția de gradul al doilea {\displaystyle f(y)=ay^{2}+cy+e.}
Deoarece o funcție de gradul al patrulea este definită de un polinom de grad par, are aceeași limită infinită atunci când argumentul tinde la infinitul pozitiv sau negativ. Dacă a este pozitiv, atunci funcția crește la infinit la ambele capete; și astfel funcția are un minim global. La fel, dacă a este negativ, ea scade la infinit și are un maxim global. În ambele cazuri poate avea sau nu un alt maxim local și un alt minim local.
Gradul patru este cel mai mare grad pentru care o ecuație polinomială mai poate fi rezolvată în general prin radicali.

## Istoric
Descoperirea metodei de rezolvare a unei ecuații de gradul al patrulea este atribuită lui Lodovico Ferrari în 1540, dar, din moment ce această metodă necesita rezolvarea în prealabil a unei ecuații de gradul al treilea, metodă necunoscută la acea dată, nu a putut fi publicată imediat. Soluția rezolvării ecuației de gradul al patrulea a fost publicată împreună cu cea a celei de gradul al treilea de către mentorul lui Ferrari, Girolamo Cardano în cartea Ars Magna.
Demonstrația că patru este cel mai înalt grad al unui polinom pentru care se pot calcula soluții în general a fost dată pentru prima dată în teorema Abel–Ruffini în 1824, demonstrând că toate încercările de a rezolva polinoamele de ordin superior ar fi inutile. Însemnările lăsate de Évariste Galois înainte de a muri într-un duel în 1832 au dus mai târziu la o teorie completă a rădăcinilor polinoamelor, din care a rezultat această teoremă.

## Soluția

### Natura rădăcinilor
Fiind dată ecuația de gradul al patrulea
{\displaystyle ax^{4}+bx^{3}+cx^{2}+dx+e=0}
cu coeficienți reali și a ≠ 0, natura rădăcinilor sale este determinată în principal de semnul discriminantului său:
{\displaystyle {\begin{aligned}\Delta ={}&256a^{3}e^{3}-192a^{2}bde^{2}-128a^{2}c^{2}e^{2}+144a^{2}cd^{2}e-27a^{2}d^{4}\\&+144ab^{2}ce^{2}-6ab^{2}d^{2}e-80abc^{2}de+18abcd^{3}+16ac^{4}e\\&-4ac^{3}d^{2}-27b^{4}e^{2}+18b^{3}cde-4b^{3}d^{3}-4b^{2}c^{3}e+b^{2}c^{2}d^{2}\end{aligned}}}
Acest lucru poate fi rafinat luând în considerare semnele altor patru polinoame:
{\displaystyle P=8ac-3b^{2}}
astfel încât {\displaystyle {\frac {P}{8a^{2}}}} este coeficientul de gradul al doilea al ecuației de gradul al treilea asociate;
{\displaystyle R=b^{3}+8da^{2}-4abc,}
astfel încât {\displaystyle {\frac {R}{8a^{3}}}} este coeficientul de gradul întâi al ecuației de gradul al treilea asociate;
{\displaystyle \Delta _{0}=c^{2}-3bd+12ae,}
care este 0 dacă ecuația de gradul al patrulea are o rădăcină triplă; și
{\displaystyle D=64a^{3}e-16a^{2}c^{2}+16ab^{2}c-16a^{2}bd-3b^{4}}
care este 0 dacă ecuația de gradul al patrulea are două rădăcini duble.
Cazurile posibile pentru natura rădăcinilor sunt următoarele:
- Dacă ∆ < 0 atunci există două rădăcini reale distincte și două rădăcini complexe conjugate.
- Dacă ∆ > 0 atunci sau toate cele patru rădăcini ale ecuației sunt reale, sau niciuna.
  - Dacă P < 0 and D < 0 atunci toate cele patru rădăcini ale ecuației sunt reale și distincte.
  - Dacă P > 0 or D > 0 atunci există două perechi de rădăcini complexe conjugate.[8]
- Dacă ∆ = 0 atunci (și doar atunci) polinomul are rădăcini multiple. Cazurile posibile sunt:
  - Dacă P < 0 și D < 0 și ∆0 ≠ 0, există o rădăcină dublă reală și două rădăcini simple reale.
  - Dacă D > 0 sau (P > 0 și (D ≠ 0 sau R ≠ 0)), există o rădăcină dublă reală și două rădăcini complexe conjugate.
  - Dacă ∆0 = 0 and D ≠ 0, există o rădăcină triplă și o rădăcină simplă, toate reale.
  - Dacă D = 0, atunci:
    - Dacă P < 0, există două rădăcini duble reale.
    - Dacă P > 0 and R = 0, există două rădăcini duble complexe conjugate.
    - Dacă ∆0 = 0, toate patru rădăcunile sunt egale cu {\displaystyle -{\frac {b}{4a}}}.

Există unele cazuri care nu par a fi acoperite, dar nu pot apărea. De exemplu, ∆0 > 0, P = 0 și D ≤ 0 nu este unul din cazuri. De fapt, dacă ∆0 > 0 și P = 0 atunci D > 0, deoarece {\displaystyle 16a^{2}\Delta _{0}=3D+P^{2};} deci combinația nu este posibilă.

### Formula generală a soluției
Cele patru rădăcini x1, x2, x3 și x4 ale ecuației de gradul al patrulea
{\displaystyle ax^{4}+bx^{3}+cx^{2}+dx+e=0\,}
cu a ≠ 0 sunt date de următoarea formulă, care este dedusă din metoda Ferrari prin schimbarea înapoi a variabilelor:
{\displaystyle {\begin{aligned}x_{1,2}\ &=-{\frac {b}{4a}}-S\pm {\frac {1}{2}}{\sqrt {-4S^{2}-2p+{\frac {q}{S}}}}\\x_{3,4}\ &=-{\frac {b}{4a}}+S\pm {\frac {1}{2}}{\sqrt {-4S^{2}-2p-{\frac {q}{S}}}}\end{aligned}}}
unde p și q sunt coeficienții de gradul al doilea și respectiv întâi în ecuația de gradul al treilea asociată
{\displaystyle {\begin{aligned}p&={\frac {8ac-3b^{2}}{8a^{2}}}\\q&={\frac {b^{3}-4abc+8a^{2}d}{8a^{3}}}\end{aligned}}}
și unde
{\displaystyle {\begin{aligned}S&={\frac {1}{2}}{\sqrt {-{\frac {2}{3}}\ p+{\frac {1}{3a}}\left(Q+{\frac {\Delta _{0}}{Q}}\right)}}\\Q&={\sqrt[{3}]{\frac {\Delta _{1}+{\sqrt {\Delta _{1}^{2}-4\Delta _{0}^{3}}}}{2}}}\end{aligned}}}
(dacă S = 0 sau Q = 0 apar cazuri particulare)
cu
{\displaystyle {\begin{aligned}\Delta _{0}&=c^{2}-3bd+12ae\\\Delta _{1}&=2c^{3}-9bcd+27b^{2}e+27ad^{2}-72ace\end{aligned}}}
și
{\displaystyle \Delta _{1}^{2}-4\Delta _{0}^{3}=-27\Delta \ ,} unde {\displaystyle \Delta } este discriminantul menționat mai sus. Pentru expresiile rădăcinilor cubice ale Q, se poate folosi oricare dintre cele trei rădăcini cubice din planul complex, deși dacă una dintre ele este reală, aceasta este cea mai naturală și cea mai simplă alegere. Expresiile matematice ale acestor ultimi patru termeni sunt foarte asemănătoare cu cele ale omologilor din ecuația de gradul al treilea.